# Lista de filmes portugueses de 1962
Lista de filmes portugueses de longa-metragem lançados comercialmente em Portugal em 1962, nas salas de cinema.
Notas: Na secção coprodução, passando o cursor sobre a bandeira aparecerá o nome do país correspondente.
| # | Filme                         | Realização            | Género         | Estreia        | Coprodução |
| - | ----------------------------- | --------------------- | -------------- | -------------- | ---------- |
| 1 | Dom Roberto                   | José Ernesto de Sousa | Comédia, drama | 30 de maio     | —          |
| 2 | Um Dia de Vida                | Augusto Fraga         | Drama          | 30 de outubro  | —          |
| 3 | Martes y trece                | Pedro Lazaga          | Comédia        | 2 de março     | Espanha    |
| 4 | O Milionário                  | Perdigão Queiroga     | Drama          | 7 de setembro  | —          |
| 5 | Retalhos da Vida de Um Médico | Jorge Brum do Canto   | Drama          | 26 de novembro | —          |